# Ferdinand (Vermont)
Ferdinand és una població dels Estats Units a l'estat de Vermont. Segons el cens del 2000 tenia 33 habitants.

## Demografia
Segons el cens del 2000, Ferdinand tenia 33 habitants, 13 habitatges, i 13 famílies. La densitat de població era de 0,2 habitants per km².
Dels 13 habitatges en un 23,1% hi vivien nens de menys de 18 anys, en un 92,3% hi vivien parelles casades, en un 7,7% dones solteres, i en un 0% no eren unitats familiars. En el 0% dels habitatges hi vivien persones soles el 0% de les quals corresponia a persones de 65 anys o més que vivien soles. El nombre mitjà de persones vivint en cada habitatge era de 2,54 i el nombre mitjà de persones que vivien en cada família era de 2,54.
Per edats la població es repartia de la següent manera: un 21,2% tenia menys de 18 anys, un 3% entre 18 i 24, un 15,2% entre 25 i 44, un 24,2% de 45 a 60 i un 36,4% 65 anys o més.
L'edat mediana era de 54 anys. Per cada 100 dones de 18 o més anys hi havia 100 homes.
La renda mediana per habitatge era de 14.688 $ i la renda mediana per família de 13.750 $. Els homes tenien una renda mediana de 24.167 $ mentre que les dones 0 $. La renda per capita de la població era de 9.138 $. Entorn del 35,7% de les famílies i el 48,9% de la població estaven per davall del llindar de pobresa.